# 매일신문미디어 홀딩스
매일신문미디어 홀딩스는 대구광역시를 연고로 하는 중견기업으로 매일신문사, 계열회사들의 지주 회사이다.

## 역사
2025년 3월 26일에 코리아와이드에서 현재의 사명인 매일신문미디어홀딩스로 변경하였다.

## 계열사

### 운송사업
- 일선교통
- 동부고속 (경기, 강원)
- 속리산고속 (충북)

### 터미널사업
- 북부정류장
- 동대구화물터미널

### 투자
- 아스톤에셋[2]

### 임대
- 영남사림[3]
- 에이케이스포츠
- 아시아와이드
- mmh경산[4]

### 언론사
- 매일신문
- 디지털매일
- 시니어매일신문

### 광고 인쇄업
- 매일애드
- 매일PNI